# گنداب علیا (قروه)
گنداب علیا روستایی از توابع بخش چهاردولی شهرستان قروه در استان کردستان ایران است.

## جمعیت
این روستا در دهستان چهاردولی قرار دارد و براساس سرشماری مرکز آمار ایران در سال ۱۳۹۵، جمعیت آن ۹۹۸ نفر (۲۸۸خانوار) بوده‌است.مردم این روستا به زبان ترکی آذری صحبت میکنند.